# Edwin Cerio
Edwin Cerio (* 28. Juni 1875 auf Capri; † 24. Januar 1960 ebenda) war ein italienischer Schriftsteller, Architekt und Schiffbauer.

## Leben

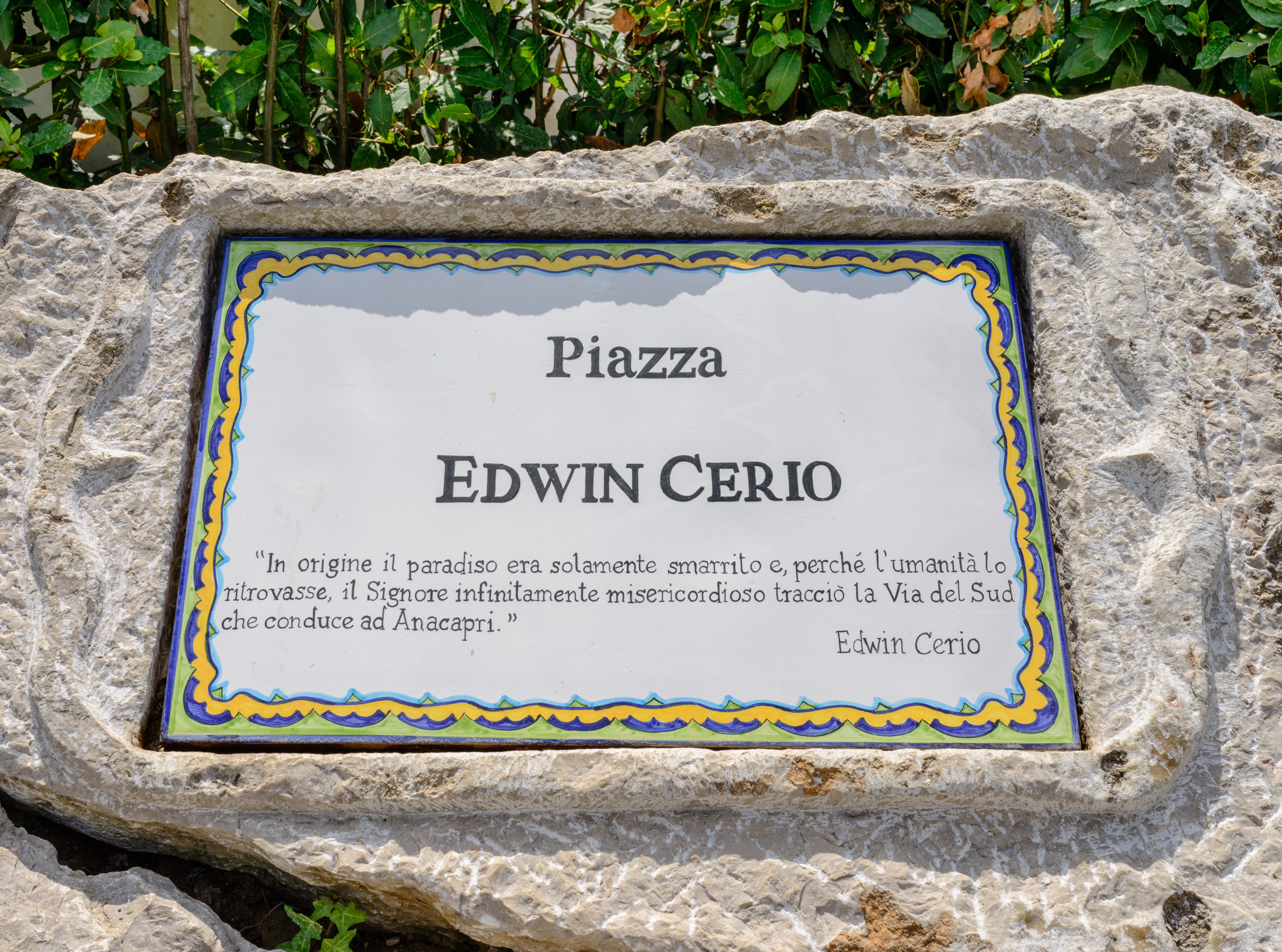
Schild an einem Platz in Anacapri

Edwin Cerios Mutter war Engländerin, der Vater Ignazio Cerio war Arzt und Naturforscher. Edwin Cerio hatte zwei Doktortitel (Schiffbau und Maschinenbau) und war 1902–1915 Projektingenieur für den Bau von Kriegsschiffen auf der Krupp Germaniawerft in Kiel. Da Cerio sechs Sprachen beherrschte, wurde er von Krupp auch für den Verkauf der Kriegsschiffe an die Kriegsmarine ausländischer Staaten, vor allem in Südamerika, eingesetzt.
Der Erste Weltkrieg brachte Cerio in eine Gewissenskrise, er wollte nicht mehr als „Händler von Kriegsschiffen“ an dem Hass der Völker beteiligt sein. Er zog sich nach Capri zurück, als Architekt baute er einige der schönsten Häuser der Insel in der als „Capristil“ bekannt gewordenen, an die maurische Tradition anknüpfende Bauweise, aber vor allem fand er seine neue Berufung als Schriftsteller.
Im Jahr 1920 wurde er zum Bürgermeister gewählt. Er nutzte diese Zeit, um sich gegen die Zersiedelung der Landschaft Capris zu wehren; es wurden schon damals viele Hotels, Appartementanlagen und Ähnliches gebaut. Dieser Einsatz war umstritten, und nach drei Jahren wurde er abgewählt. Cerio besaß auch selbst einige Villen.
Cerios bekanntestes Buch Aria di Capri (1927) erschien auch in den USA und England, in Deutschland gekürzt unter dem Titel Capri, ein kleines Welttheater. Außer Romanen und Erzählungen verfasste er über fünfzig Monographien wissenschaftlichen Inhalts über Fauna, Flora, Geologie und Paläontologie auf Capri. Er war verheiratet mit der Schriftstellerin Claretta Cerio.

## Werke
- Aria di Capri. Napoli 1927
- Cose di Capri. Capri 1928
- L’approdo. Napoli 1930
- Conserve e affini. O. O. 1932
- Il matrimonio di Melanie ed altre novelle. Capri 1933
- Capri nel seicento. Capri 1934
- Manicomio tascabile. Milano 1934
- Il caso della signorina Springfield. O. O. 1936
- Zucchero e amore. O. O. 1937
- Il miracolo di baccalà. O. O. 1938
- All about Capri. Napoli 1944
- Love story of the blue lizard. Capri 1944
- Guida inutile. Roma 1946
- L’ora di Capri. Capri 1950
- Capri. Ein kleines Welttheater im Mittelmeer. München 1954
- The Masque of Capri. London 1957
- Flora privata di Capri. ND Milano 1983
- Il convegno di paesaggio 1923. ND Capri 1993
- La casa, il giardino e la pergola nel paesaggio di Capri. ND Napoli 1997